# Marcus Armstrong
Marcus Armstrong (Christchurch, 29 de julho de 2000), é um automobilista neozelandês. Ele é um ex-membro da Academia de Jovens Pilotos da Ferrari.

## Carreira

### Campeonato Europeu de Fórmula 3 da FIA
Armstrong competiu no Campeonato Europeu de Fórmula 3 da FIA de 2018 com a equipe Prema Racing sob uma licença italiana. Ele competiu ao lado de seus colegas juniores da Ferrari, Robert Shwartzman e Guan Yu Zhou, onde conquistou uma vitória em Norisring e conquistou o quinto lugar no campeonato.

### Campeonato de Fórmula 3 da FIA
Em dezembro de 2018, Armstrong foi contratado pela equipe Prema Racing para a disputa da temporada inaugural do Campeonato de Fórmula 3 da FIA.

### Fórmula 2
Em 28 de novembro de 2019, foi anunciado que Armstrong disputaria o Campeonato de Fórmula 2 da FIA de 2020 com a equipe ART Grand Prix. Para a disputa da temporada de 2021, ele se transferiu para a DAMS.
Em 19 de janeiro de 2022, foi anunciado que Armstrong havia sido contratado pela equipe Hitech Grand Prix para a disputa da temporada de 2022.

### Fórmula 1
No início de 2017, Armstrong tornou-se membro da Ferrari Driver Academy. Ele fez sua estreia nos testes da Fórmula 1 realizados em janeiro no circuito de Fiorano, pilotando o Ferrari SF71H de 2018, afirmando que "o carro não era muito difícil de pilotar". Ele testou o mesmo carro em Fiorano no mês de abril, completando mais de 200 km. Após a temporada de 2021, ele e a Ferrari se separaram.

### IndyCar
Em outubro de 2022, Armstrong testou um carro da IndyCar Series pela primeira vez com a equipe Dale Coyne Racing no Sebring International Raceway. Em 2 de dezembro do mesmo ano, foi anunciado que a Chip Ganassi Racing havia contratado Armstrong para pilotar o carro nº 11 (anteriormente nº 48) em pistas e circuitos de rua na temporada de 2023.
Armstrong estendeu seu contrato com a Chip Ganassi Racing, tornando-se piloto em tempo integral na temporada de 2024.